# Esfinge

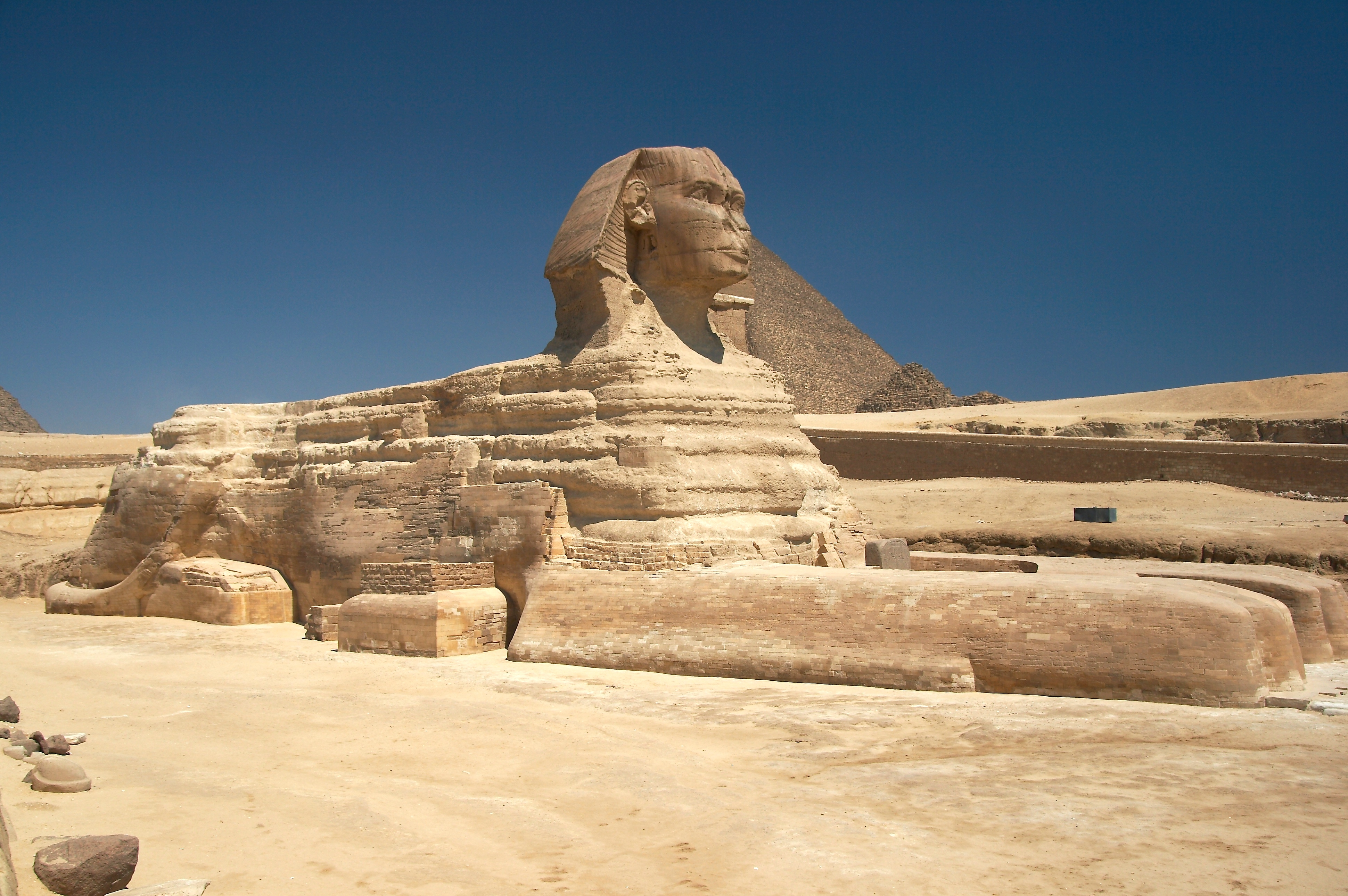
A esfinge de Gizé, com a pirâmide de Quéfren de fundo

Esfinge é uma imagem icônica de um leão estendido com a cabeça de um falcão ou de uma pessoa, presente tanto na mitologia grega, quanto na arquitetura egípcia.

## Histórico

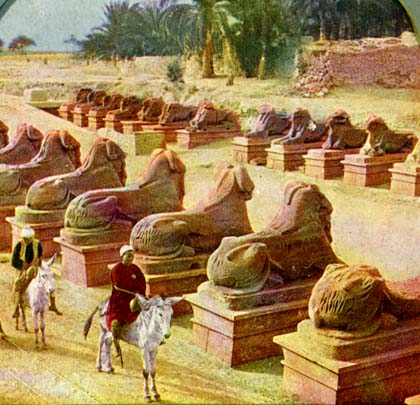
Avenida de Criosfinges em Karnak em Luxor

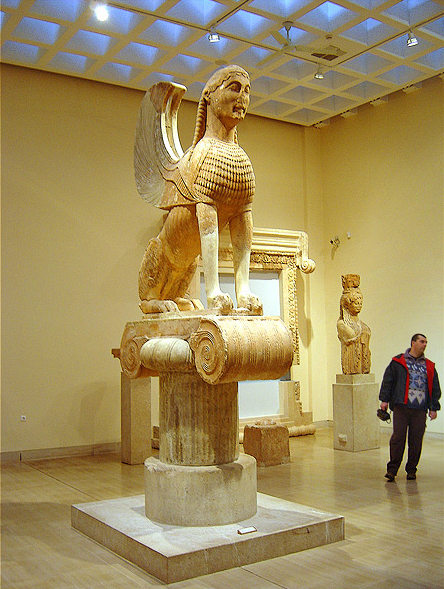
Museu do Templo de Apolo, Delfos

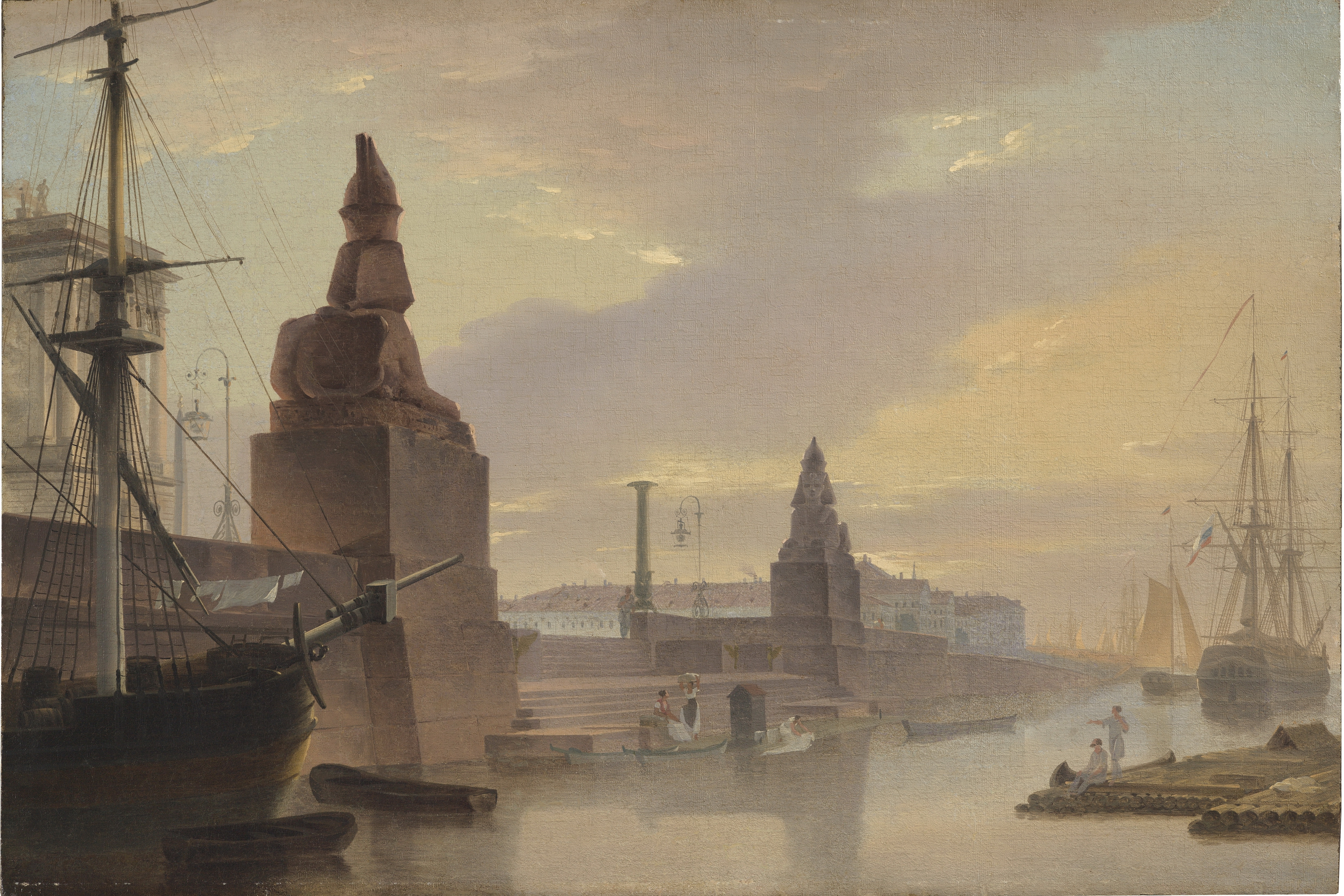
Antigas esfinges de 3000 anos foram importadas do Egito para embelezar espaços públicos em São Petersburgo e outras capitais européias

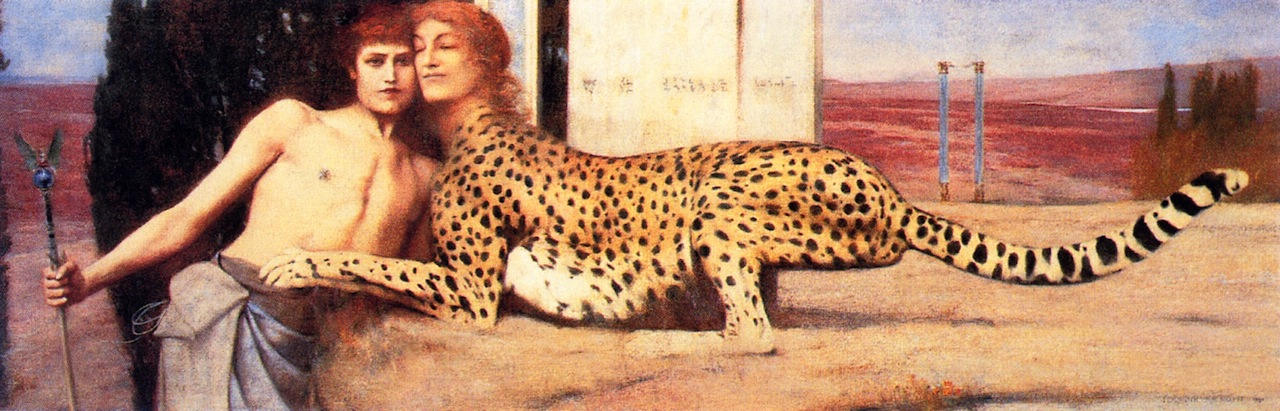
A carícia: versão simbolista de uma esfinge, por Fernand Khnopff.

### Egito antigo
A esfinge egípcia é uma antiga criatura mística usualmente tida como um leão estendido — animal com associações solares sacras — com uma cabeça humana, geralmente a de um faraó.
Também usada para demonstração de poder.[carece de fontes?]
Vistas como guardiãs na estatuária egípcia, esfinges são descritas em uma destas duas formas: Androsfinge (Sphinco Andro) - corpo de leão com cabeça de pessoa; Hierocosfinge (Sphinco Oedipus Rex) - corpo de leão com cabeça de falcão. A maior e mais famosa é Sesheps, a esfinge de Gizé, sita no planalto de Gizé no banco oeste do rio Nilo, feito em dois ao leste, com um pequeno templo entre suas patas. O rosto daquela esfinge é considerada como a cabeça do faraó Quéfren ou possivelmente a de seu irmão, o faraó Djedefré, que dataria sua construção da quarta dinastia (2723 a.C.–2563 a.C.). Contudo, há algumas teorias alternativas que redatam a esfinge ao pré-antigo império – e, de acordo com uma hipótese, a tempos pré-históricos.[carece de fontes?]
Outras esfinges egípcias famosas incluem a esfinge de alabastro de Mênfis, hoje localizada dentro do museu ao ar livre naquele local; e as esfinges com cabeça de ovelha (em grego, criosfinges) representando o deus Amon, em Tebas, de que havia originalmente algumas novecentas.[carece de fontes?]
Que nome ou nomes os construtores deram às estátuas é desconhecido. A inscrição em uma estela na esfinge de Gizé a data de mil anos após a esfinge ser esculpida, dá três nomes do sol: Kheperi - Re - Atum. O nome arábico da esfinge de Gizé, Abu al-Hôl, traduz como Pai do Terror. O nome grego esfinge foi aplicado a ela na antiguidade. Mas ela tem a cabeça de um homem, não de uma mulher.[carece de fontes?]

### Grécia antiga
Havia uma única esfinge na mitologia grega, um demônio exclusivo de destruição e má sorte, de acordo com Hesíodo uma filha da Quimera e de Ortros ou, de acordo com outros, de Tifão e de Equidna — todas destas figuras ctônicas. Ela era representada em pintura de vaso e baixos-relevos mais frequentemente assentada ereta de preferência do que estendida, como um leão alado com uma cabeça de mulher; ou ela foi uma mulher com as patas garras e peitos de um leão, uma cauda de serpente e asas de águia. Hera ou Ares mandaram a esfinge de sua casa na Etiópia (os gregos lembraram a origem estrangeira da esfinge) para Tebas e, em Édipo Rei de Sófocles, pergunta a todos que passam o quebra-cabeça mais famoso da história, conhecido como o "enigma da esfinge", decifra-me ou devoro-te: Que criatura pela manhã tem quatro pés, ao meio-dia tem dois, e à tarde tem três? Ela estrangulava qualquer inábil a responder, daí a origem do nome esfinge, que deriva do grego  σφίγξ, transl. Sphígks, 'monstro que estrangulava'.
Édipo resolveu o quebra-cabeça: O homem — engatinha como bebê, anda sobre dois pés na idade adulta, e usa um arrimo (bengala) quando é ancião. Furiosa com tal resposta, a esfinge teria cometido suicídio, atirando-se de um precipício. O quebra-cabeça exato perguntado pela esfinge não foi especificado por vários contadores da história e não foi padronizado como o dado sobre até muito mais tarde na história grega. Assim Édipo pode ser reconhecido como um limiar ou figura de solado de porta, ajudando efeito a transição entre as velhas práticas religiosas, representadas pela esfinge, e novas, unidade olímpica.[carece de fontes?]

### Maneirismo
A revivida esfinge maneirista do século XVI é às vezes tida como a esfinge francesa. Sua cabeça é ereta e ela tem o lindo busto de uma jovem mulher. Frequentemente ela usa brincos e pérolas. Seu corpo é naturalisticamente feito como um leão estendido. Tais esfinges foram revividas quando as grotescas decorações da descoberta Casa Dourada (Domus Aurea) de Nero foi levada à luz na Roma do recente século XV, e ela foi incorporada dentro do vocabulário clássico de desenhos de arabesco que foi difundido por toda Europa em gravuras durante os séculos XVI e XVII. Suas primeiras aparições na arte francesa estão na escola de Fontainebleau nas décadas de 1520 e de 1530; suas últimas aparições estão no estilo barroco da regência francesa (1715–1723).[carece de fontes?]

### Século XIX
As esfinges eram um tema frequente no rococó, mas tenderam a desaparecer do repertório artístico europeu - até reviver no século XIX com o advento do romantismo, e depois no simbolismo. Muitas destas esfinges aludiam à esfinge grega do mito de Édipo, mais do que à egípcia.[carece de fontes?]